# ريوتا نوغوتشي
ريوتا نوغوتشي (باليابانية: 野口 遼太) (24 يونيو 1986 في تاكاماتسو في اليابان – )؛ هو لاعب كرة قدم ياباني سابق كان يلعب كمدافع.

## وصلات خارجية
- ريوتا نوغوتشي على موقع رابطة كرة القدم اليابانية للمحترفين (اليابانية)
- ريوتا نوغوتشي على موقع قاعدة بيانات كرة القدم.إي يو (الإنجليزية)
- ريوتا نوغوتشي على موقع Soccerway.com (الإنجليزية)
- ريوتا نوغوتشي على موقع عالم كرة القدم.نت (الإنجليزية)